# Дворец культуры нефтяников
Дворец культуры нефтяников — базовый объект культурно-спортивного комплекса ТКНПЗ в Туркменбаши, построенный в 1951 году в историческом центре города.

## История
Дворец культуры нефтяников построен в Красноводске в 1947—1951 годах, на месте разрушенного в 1930-е года православного храма, напротив железнодорожного вокзала. Строительство, в основном, велось силами японских военнопленных. Монументальное здание Дворца культуры считалось одним из красивейших в Туркменской ССР. Дворец выделяется богатством архитектурных форм и тонкой высокохудожественной отделкой интерьера. Площадь у дворца становилась местом проведения культурно-массовых мероприятий.
В октябре 2014 года объект был открыт после коренной реконструкции. Реконструкцию осуществили работники ТКНПЗ и генподрядного треста «Дашогузнефтегазстрой». После реконструкции дворец обзавёлся многофункциональными оздоровительными, спортивно-творческими, концертными, деловыми и развлекательными площадками.

## Описание
На первом этаже расположены два конференц-зала, а также концертный зал с современной сценической аппаратурой и техникой. На втором этаже — библиотека с компьютерным управлением фондами и музей истории ТКНПЗ. Так же в здании расположился многоместный банкетный зал для различных торжеств. Открытые площадки крыши отведены под летние кафе.
В спортивном секторе возведён крытый стадион, а так же спортивные площадки для занятий разными видами спорта.
Построено помещение для занятия танцами, студия звукозаписи, музыкальные, хореографические и вокальные кружки.
На прилегающей к зданию территории возведены фонтаны, детский кафетерий с залом игровых автоматов, домик-лабиринт, беседка-пергола, установлены уличные тренажеры, качели, горки и другие аттракционы. 